# St. Andrew (Toronto Subway)

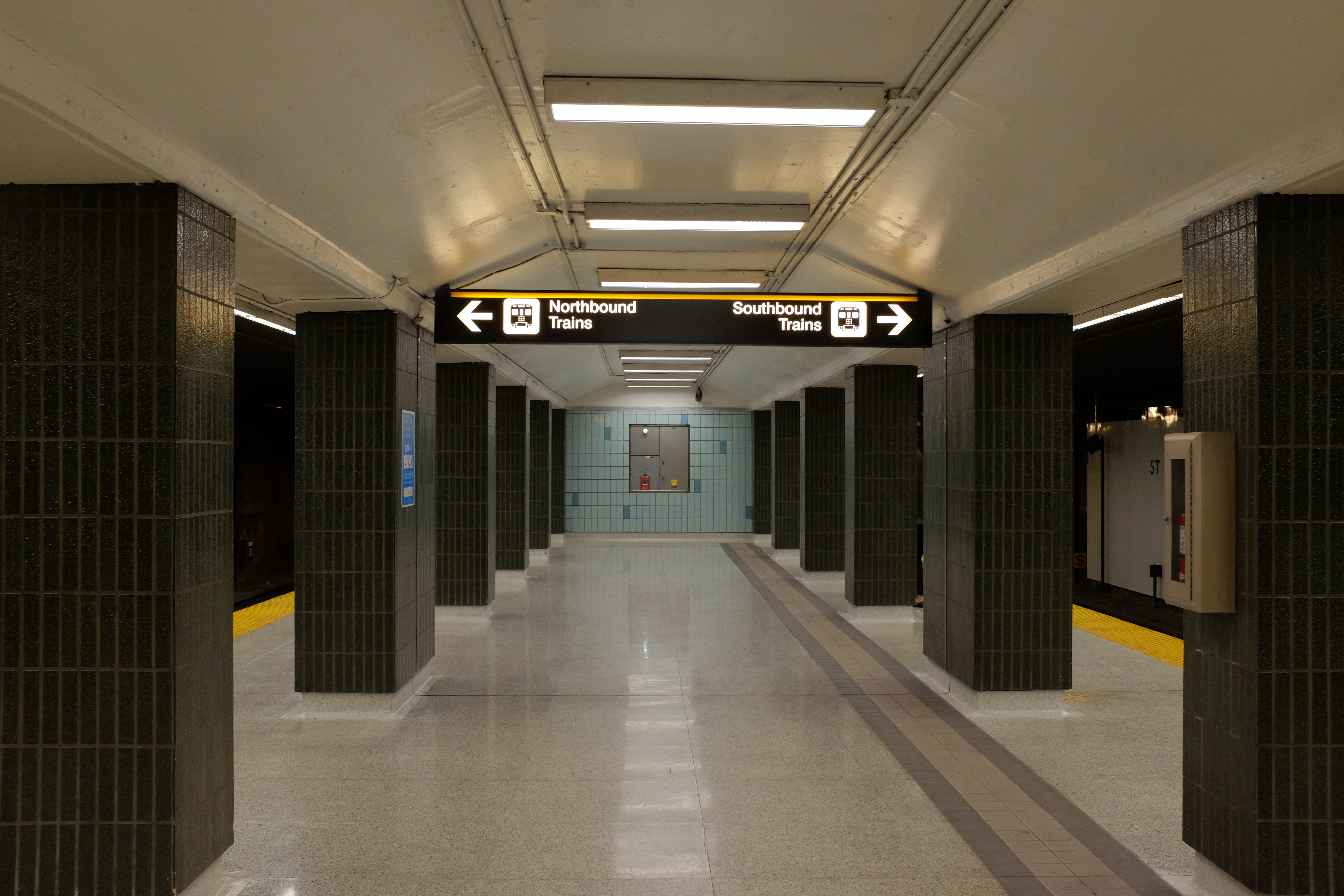
Bahnsteigebene

St. Andrew ist eine unterirdische U-Bahn-Station in Toronto. Sie liegt an der Yonge-University-Linie der Toronto Subway, an der Kreuzung von University Avenue und King Street. Benannt ist sie nach der nahe gelegenen St. Andrew’s Church. Die Station besitzt einen Mittelbahnsteig und wird täglich von durchschnittlich 57.480 Fahrgästen genutzt (2015).
In der Nähe befinden sich die Roy Thomson Hall, der Entertainment District, die Toronto Stock Exchange, das Toronto-Dominion Centre und der First Canadian Place (Torontos höchstes Gebäude). Es bestehen Umsteigemöglichkeiten zu einer Buslinie der Toronto Transit Commission sowie zu den Straßenbahnlinien 503, 504 und 508. Außerdem ist St. Andrew eine von fünf Stationen, die mit dem PATH-Tunnelsystem verbunden sind.
Die Eröffnung der Station erfolgte am 28. Februar 1963, zusammen mit dem Abschnitt Union – St. George. Seinen vollen Verkehrswert erreichte er allerdings erst drei Jahre später mit der Eröffnung der in St. George querenden Bloor-Danforth-Linie. Die Auslastung war in den ersten Jahren geringer als ursprünglich prognostiziert. Aus diesem Grund war der Betrieb vor allem an Wochenenden eingeschränkt; erst seit 1978 ist er auf der gesamten Strecke jederzeit durchgehend. Die Station wurde vollständig barrierefrei umgebaut, indem man einen neuen Aufzug vom Zwischengeschoss zum Bahnsteig einbaute und einen weiteren Aufzug in einem nahegelegenen Bürokomplex an der King Street West nachrüstete, um den Zugang vom Straßenniveau zum Zwischengeschoss zu ermöglichen. Das Projekt begann im Jahr 2010 und konnte im Juni 2012 abgeschlossen werden.